# Олистострома
Олистострома је седиментна наслага која је изграђена од хетерогеног материјала, различитог и по чврстоћи и по гранулацији - ситна фракција чини матрикс, у коме леже крупнији блокови чвршћих стена, који се називају олистолити. Ове седиментне наслаге таложе се у полутечном стању процесима подморског гравитационог клижења или слегањем неконсолидованих седимената. Састоји се од стратиграфских чланова који не садрже праву слојевитост, а леже преко нормалних слојевитих секвенци. Налазе се у оквиру офиолитског меланжа.